# ГЕС Tangeværket
ГЕС Tangeværket (Gudenaacentralen) — гідроелектростанція на північному заході Данії (півострів Ютландія). З потужністю лише 3,3 МВт вона тим не менш є найпотужнішим гідроенергетичним об'єктом у цій рівнинній країні.

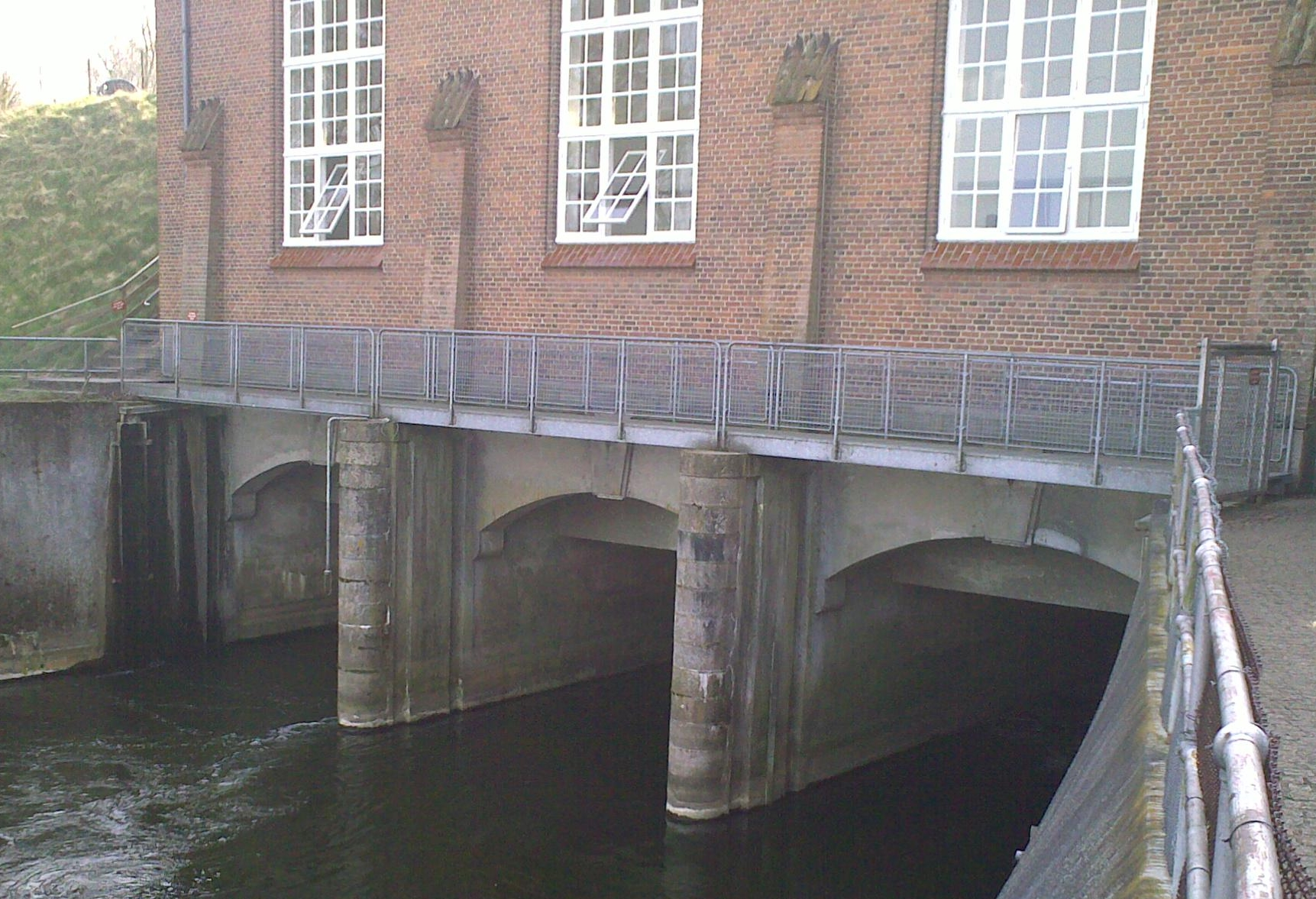
Машинний зал з боку нижнього б'єфу

Електростанцію спорудили в 1918—1921 роках за вісім десятків кілометрів на південь від Ольборга на річці Гудено (Gudenå), яка тече у північно-східному напрямку до затоки Randers Fjord (протока Каттегат). Долину річки перекрили земляною греблею довжиною 800 метрів, котра потребувала 300 тисяч м3 матеріалу. Разом з двома допоміжними дамбами вона утворила водосховище Tange Sø, яке має довжину 13 км та площу поверхні 6,25 км2.

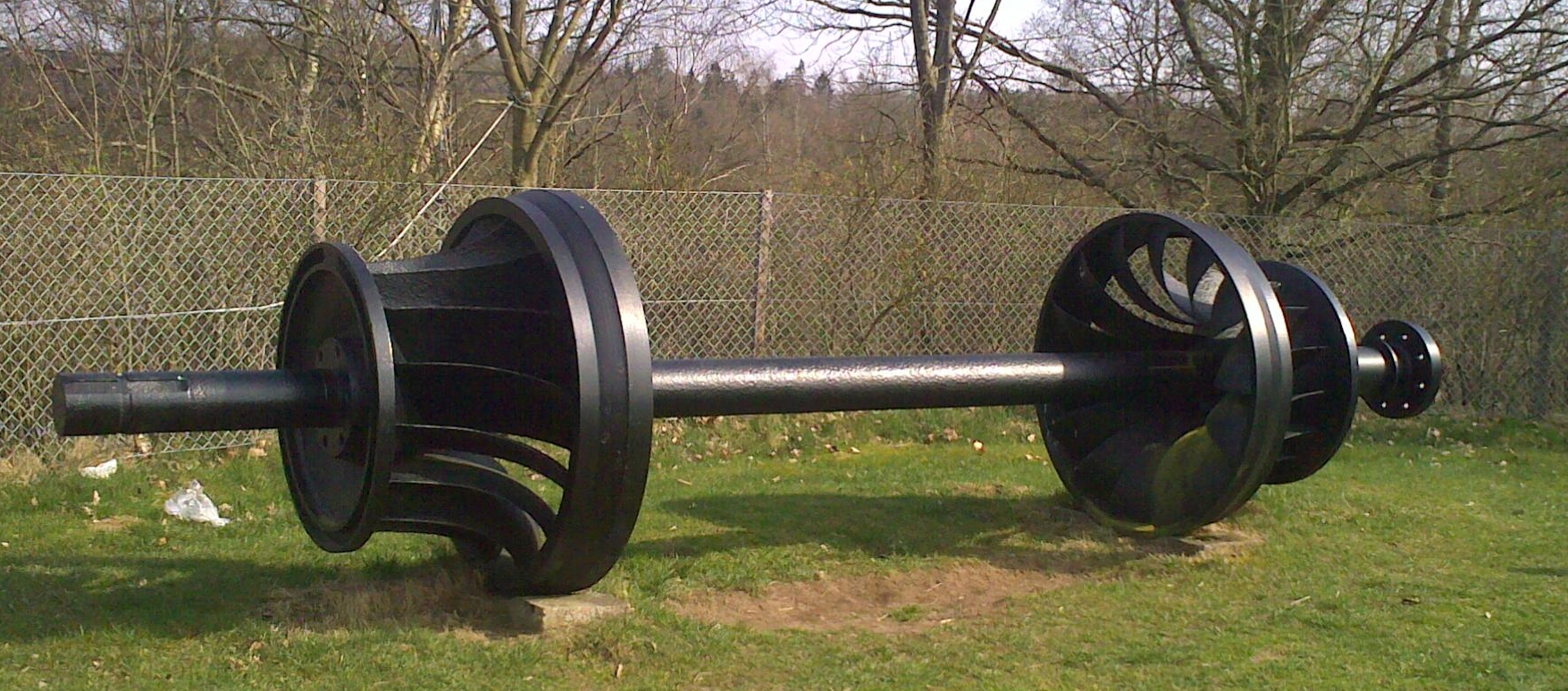
Лопать турбіни з експозиції музею

Ліворуч від греблі бере початок підвідний канал довжиною 0,3 км, на завершенні якого розташована руслова будівля машинного залу. В ній встановлено три турбіни типу Френсіс потужністю по 1,1 МВт, які при напорі від 8 до 10 метрів виробляють біля 14 млн кВт-год електроенергії на рік.
При станції працює музейна експозиція.